# Базырово
Базырово — разъезд в Соль-Илецком городском округе Оренбургской области на территории бывшего Буранного сельсовета.

## География
Расположен на расстоянии примерно 36 километров по прямой на запад-юго-запад от окружного центра города Соль-Илецк.

## Климат
Климат резко континентальный, характеризующийся холодной суровой зимой, жарким летом, быстрым переходом от зимы к лету, недостаточностью атмосферных осадков. Зимой территория находится под влиянием холодных материковых воздушных масс, а летом из полупустынь Казахстана приходит континентальный «горячий» воздух, в результате чего почти ежегодно наблюдаются засушливые и суховейные периоды. Среднегодовая температура воздуха (+5,0 °C). Среднемесячная температура воздуха самого холодного месяца: −13,0 °C (январь, февраль). Среднемесячная температура воздуха самого жаркого месяца: +22,6 °C (июль). Среднегодовое количество осадков составляет 339 мм. Основная сумма осадков выпадает в тёплый период года (апрель-октябрь) и составляет 168 мм. В холодный период (ноябрь-март) осадков выпадает 153 мм.

## История
Появился был в годы войны. По неверифицированным данным краеведа П. Дреева, назван разъезд по старому названию оврага Ерик. Он назывался: Базыр-Сай (Базар-сай). Разъезд первоначально состоял из казармы, двух-трёх домов, где жили железнодорожники-путейцы, пакгауза, водонапорной башни. Потом появились ещё дома для железнодорожников-путейцев (постоянные поселенцы). В настоящее время разъезд утратил своё назначение, а посёлок у разъезда прекратил своё существование после 2008 года.

## Население
Постоянное население составляло 9 человек в 2002 году (казахи 100 %), 0 в 2010 году.